# Parque estatal de Jedediah Smith
El Parque estatal de Jedediah Smith (Jedediah Smith Redwoods State Park) es un parque estatal de California, Estados Unidos, que protege un bosque primario de secuoyas a lo largo del Río Smith. Está localizado a lo largo de Ruta 199 de Estados Unidos, aproximadamente 14 km al este de Crescent City. El parque fue nombrado en honor al explorador Jedediah Smith, y es uno de cuatro parques que componen el Parque nacional Redwood.  El parque de 4,220 ha fue establecido en 1939 y declarado Reserva de la Biosfera Internacional en 1983.

## Historia
El parque fue nombrado por el explorador Jedediah Smith, quién fue el primer estadounidense en viajar, por tierra, del Río Misisipi a California en 1826, pasando a través del área del parque.

## Ecología
El parque consta de 3,800 ha de secuoyas rojas, incluyendo varios tipos de coníferas.
El Río Smith, el cual fluye a través del parque, es hogar de la trucha arco iris y el salmón, osos negros, ciervos, ardillas, mapaches y otros mamíferos.
El Río Smith es el último río salvaje en California. Dentro del parque, el río no posee elementos disruptivos y tiene el récord de pesca de un ejemplar de trucha arco iris, que pesó 12 kg.

## Equipamientos
El parque consta de 29 km de senderos y más de 100 campings.